# Dolichocebus
A Dolichocebus az emlősök (Mammalia) osztályának a főemlősök (Primates) rendjéhez, ezen belül a csuklyásmajomfélék (Cebidae) családjához és a csuklyásmajomformák (Cebinae) alcsaládjához tartozó kihalt nem.

## Tudnivalók
A Dolichocebus az argentínai Patagóniában élt, a késő oligocén korszakban, vagyis körülbelül 25 millió évvel ezelőtt. A Dolichocebus nemből, eddig csak egy fajt fedeztek fel, a Dolichocebus gaimanensis fajt.

## Fordítás
Ez a szócikk részben vagy egészben  a   Dolichocebus című angol Wikipédia-szócikk fordításán alapul.  Az eredeti cikk szerkesztőit annak laptörténete sorolja fel. Ez a jelzés csupán a megfogalmazás eredetét és a szerzői jogokat jelzi, nem szolgál a cikkben szereplő információk forrásmegjelöléseként.